# Silvio Pons
Silvio Pons (Firenze, 27 aprile 1955) è uno storico italiano.

## Biografia
Laureato all'Università di Firenze con Giuliano Procacci, ha insegnato discipline legate alla storia dell'Europa orientale presso le Università di Bari, Bologna, Roma “Tor Vergata”. Dal 2018 insegna Storia contemporanea alla Scuola Normale Superiore di Pisa. È stato dapprima direttore, poi presidente, della Fondazione Gramsci. Autore di numerosi studi sul comunismo sovietico e italiano spesso tradotti in inglese, ha diretto la Cambridge history of communism (Cambridge, Cambridge University Press, 2017).

## Opere principali
- Stalin e la guerra inevitabile: 1936-1941, Torino, Einaudi, 1995
- L'impossibile egemonia: l'URSS, il PCI e le origini della guerra fredda, 1943-1948, Roma, Carocci, 1999
- Berlinguer e la fine del comunismo, Torino, Einaudi, 2006
- La rivoluzione globale: storia del comunismo internazionale. 1917-1991, Torino, Einaudi, 2012
- Storia del comunismo, Milano, Mondadori, 2012
- I comunisti italiani e gli altri: visioni e legami internazionali nel mondo del Novecento, Torino, Einaudi, 2021